# Natxo Lezkano
Natxo Lezkano Moya (Portugalete, 17 de octubre de 1972) es un entrenador español de baloncesto del Súper Agropal Palencia de la Primera FEB.

## Biografía
Empezó a entrenar en Portugalete, en las categorías inferiores del Club Jarrilleros. De ahí pasó a entrenar al Campus de Álava de Vitoria hasta que en el año 2002 fichó por el TAU Cerámica, que por aquel entonces dirigía Duško Ivanović. Estuvo en el conjunto vasco hasta finales de la temporada 2006/07 como segundo entrenador, además de con Ivanovic, con otros técnicos como Velimir Perasovic, Pedro Martínez o Bozidar Maljkovic. En su último año en la entidad baskonista, asumió el cargo de primer entrenador durante parte de la temporada, mientras el técnico Velimir Perasovic se recuperaba de una angina de pecho.
En diciembre de 2007 firmó un contrato con el Palencia Baloncesto de LEB Plata, club con el que una temporada más tarde conseguiría el ascenso a la LEB Oro además del título de campeón de la Copa LEB Plata. Año tras año, ha ido cumpliendo objetivos con el club morado. El 30 de enero de 2015, consiguió ganar la Copa Principe. Ha permanecido en Palencia Baloncesto 8 temporadas consecutivas. 
Además, ha entrenado al equipo nacional de Costa de Marfil en dos Afrobasket, Madagascar 2011 y Costa de Marfil 2013
En marzo de 2019, tras 3 temporadas en el CB Breogán y conseguir éxitos como el ascenso a la Liga Endesa o la Copa Princesa 2018, el club decidió cortarle cuándo el equipo entró en puestos de descenso de Liga ACB.
En marzo de 2020, se convierte en entrenador del Oviedo Club Baloncesto de la Liga LEB Oro hasta el final de la temporada, tras la destitución de Javi Rodríguez Pérez para intentar sacar al club ovetense de los puestos de abajo de la clasificación.
El 14 de junio de 2022, firma por el Morabanc Andorra de la Liga LEB Oro. Con ellos conseguiría el ascenso, a final de la temporada, a la máxima categoría, la liga ACB.
El 22 de enero de 2025 es destituido del club andorrano tras la disputa de la jornada 17° con un balance negativo de 5 victorias y 12 derrotas. Dos meses más tarde, el 18 de marzo de 2025, se anuncia su fichaje por el Movistar Estudiantes de Primera FEB. 
El 13 de julio de 2025, firma por el Súper Agropal Palencia de la Primera FEB.

## Trayectoria deportiva
- 1995–1997: Urgatzi Kirol Klub
- 1997–2001: Campus de Álava
- 2001–2007: Tau Cerámica. (Liga ACB). Segundo entrenador
- 2007–2015: Palencia Baloncesto. (Adecco Plata/Adecco Oro)
- 2011–2013: Selección de baloncesto de Costa de Marfil
- 2015–2016: Toros de Aragua. (LPB de Venezuela)
- 2016–2018: Club Baloncesto Breogán. (Adecco Oro)
- 2018–2019: Club Baloncesto Breogán. (Liga ACB)
- 2019–2022: Oviedo Club Baloncesto. (LEB Oro)
- 2022–2025: Morabanc Andorra. (LEB Oro/Liga ACB)
- 2025: Movistar Estudiantes (Primera FEB)
- 2025-actualidad: Palencia Baloncesto (Primera FEB)

## Títulos conseguidos
- Campeón ACB 2002
- Final ACB 2005, 2006
- Campeón Copa del Rey 2002, 2004, 2006
- Campeón Supercopa ACB 2005, 2006
- Final Euroliga 2005
- Semifinal Euroliga 2006, 2007
- Campeón Copa Leb Plata 2009
- Campeón Liga Leb Plata 2009
- Final Play Off Liga Leb Oro 2014
- Final Copa Príncipe 2014
- Campeón Copa Principe 2015
- Campeón Copa Princesa 2018
- Campeón Liga Leb Oro 2018
- Campeón Liga Leb Oro 2023

## Trayectoria internacional
- Semifinales FIBA Afrobasket 2011 con Costa de Marfil
- Semifinales FIBA Afrobasket 2013 con Costa de Marfil
- Copa del mundo FIBA 2014 con Filipinas
- Final FIBA Afrobasket 2021 con Costa de Marfil